# Frédéric Dupré
Frédéric Dupré (Gent, 12 mei 1979) is een Belgisch voormalig voetballer.

## Carrière
Op zijn zesde begon Dupré met voetbal bij FC Destelbergen. Vier jaar later ging hij bij de jeugd van AA Gent spelen. Hij werd regelmatig opgeroepen voor de nationale jeugdploegen. Manager Michel Louwagie noemde hem ooit een van de allergrootste talenten ooit uit de jeugdopleiding bij AA Gent. In het seizoen 1996/97 begon hij op zeventienjarige leeftijd al mee te trainen onder trainer Lei Clijsters in de A-kern. In het seizoen 1997/98 behoorde hij op achttienjarige leeftijd tot de A-kern van AA Gent. Dat verhuurde hem het volgende seizoen aan KSV Oudenaarde (25m-23d) waar hij topscorer werd. De club steeg naar de Vierde klasse na het winnen van de eindronde. Daarna keerde hij terug naar Gent, waar hij onder Trond Sollied in het seizoen 1999/00 tien keer speelde.
Dupré speelde op zijn 21ste voor SV Roeselare (15m). Het volgende seizoen speelde hij voor KVV Heusden-Zolder (10m). In 2002 ging hij voor vier jaar naar SV Zulte-Waregem (118m-15d). Met die club speelde hij een eindronde in Tweede klasse, werd hij kampioen in de Tweede klasse en won hij een jaar later de nationale beker van België. Hij versierde een transfer naar Standard Luik (40m-2d). Daar speelde hij een bekerfinale (verloren tegen Club Brugge) en werd hij landskampioen. Vanaf 2008 speelde hij voor Sporting Lokeren (57m-1d). Op 23 oktober 2009 werd hij op non-actief gezet door het clubbestuur, na een kranteninterview waarin hij het bestuur een gebrek aan professionalisme verweet. Hij had bij Lokeren een contract tot 2011, maar dit werd eind december 2010 ontbonden na een aanslepende blessure. Na achttien maanden geblesseerd te zijn kwam hij weer aan spelen toe, weliswaar in lagere reeksen. Hij werd in zijn carrière tweemaal geselecteerd voor de Rode Duivels.

## Statistieken
| seizoen   | club                           | land   | klasse             | wedstr | goals |
| --------- | ------------------------------ | ------ | ------------------ | ------ | ----- |
| 2000-2001 | SV Roeselare                   | België | Tweede klasse      | 15     | 0     |
| 2001-2002 | K. Heusden-Zolder              | België | Tweede klasse      | 10     | 0     |
| 2002-2003 | Zulte Waregem                  | België | Tweede klasse      | 28     | 3     |
| 2003-2004 | Zulte Waregem                  | België | Tweede klasse      | 27     | 3     |
| 2004-2005 | Zulte Waregem                  | België | Tweede klasse      | 32     | 4     |
| 2005-2006 | Zulte Waregem                  | België | Jupiler Pro League | 30     | 4     |
| 2006-2007 | Standard Luik                  | België | Jupiler Pro League | 30     | 2     |
| 2007-2008 | Standard Luik Sporting Lokeren | België | Jupiler Pro League | 5 17   | 0 0   |
| 2008-2009 | Sporting Lokeren               | België | Jupiler Pro League | 28     | 1     |
| 2009-2010 | Sporting Lokeren               | België | Jupiler Pro League | 25     | 0     |
| 2010- nov | Sporting Lokeren               | België | Jupiler Pro League | 0      | 0     |
|           |                                |        | Totaal             | 285    | 25    |

Laatst bijgewerkt 20-02-10

## Gouden Stud
Dupré werd begin januari 2006 genomineerd voor Humo's Gouden Stud (verkiezing van de meest sexy voetballer in eerste klasse). Hij eindigde tweede na Jamaique Vandamme.